# Minereu uranifer

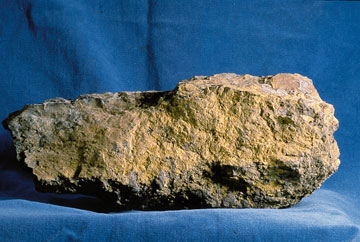
Minereu de uraniu

Minereul uranifer (minereu de uraniu) este un minereu care conține uraniu în concentrații suficient de ridicate pentru a justifica economic exploatarea acestuia. 
Uraniul este un element destul de răspândit în scoarța terestră, distribuția sa naturală fiind de câteva ppm în sol și roci și de circa 1000 de ori mai scazută in apele naturale.  Uraniul este mai abundent decât aurul (circa 500 de ori), argintul (de circa 40 de ori), mercurul, la fel de abundent ca zincul și ușor mai puțin răspândit decât cobaltul, plumbul sau molibdenul. Granitul – care reprezintă circa 60% din scoarța terestră – are o concentrație în uraniu de 4 ppm. Fosfații naturali pot avea conținut de uraniu de până la 0,04% (40 ppm), în timp ce unele zăcăminte de cărbune prezintă conținut de uraniu de peste 0,01%. Urme de uraniu se găsesc în alimente și în corpul uman. 
Provocarea este deci a găsi acele zăcăminte în care concentrația uraniului este suficient de ridicată pentru ca depozitul să fie considerat viabil pentru exploatare. Foarte rar, minereurile pot atinge concentrații de uraniu de ordinul procentelor (minereuri bogate). Un conținut de 0,3% (3000 ppm) în uraniu face un depozit interesant pentru exploatare. În anumite cazuri sunt exploatate și minereuri sărace, cu conținut de circa 0,1% (1000 ppm). 

## Minerale ce conțin uraniu
Sunt cunoscute circa 100 de minerale cu conținut de uraniu, clasificate în minerale primare și secundare. Ele pot fi ușor deosebite în funcție de starea de oxidare a uraniului (uraniul tetravalent este specific mineralelor primare, în timp ce uraniul hexavalent predomină în mineralele secundare). Iată câteva exemple semnificative: 
Uraninit (și produsul său de alterare pehblenda): oxizi de uraniu, UO2(+x)
Coffinit: hidroxisilicat de uraniu, U(SiO4)1–x(OH)4x
Brannerit: titanat de uraniu, UTi2O6
Autunit: fosfat hidratat de uraniu și calciu, Ca(UO2PO4)2·8-12H2O 
Carnotit: vanadat hidratat de uraniu și potasiu, K2(UO2)2(VO4)2·3H2O 

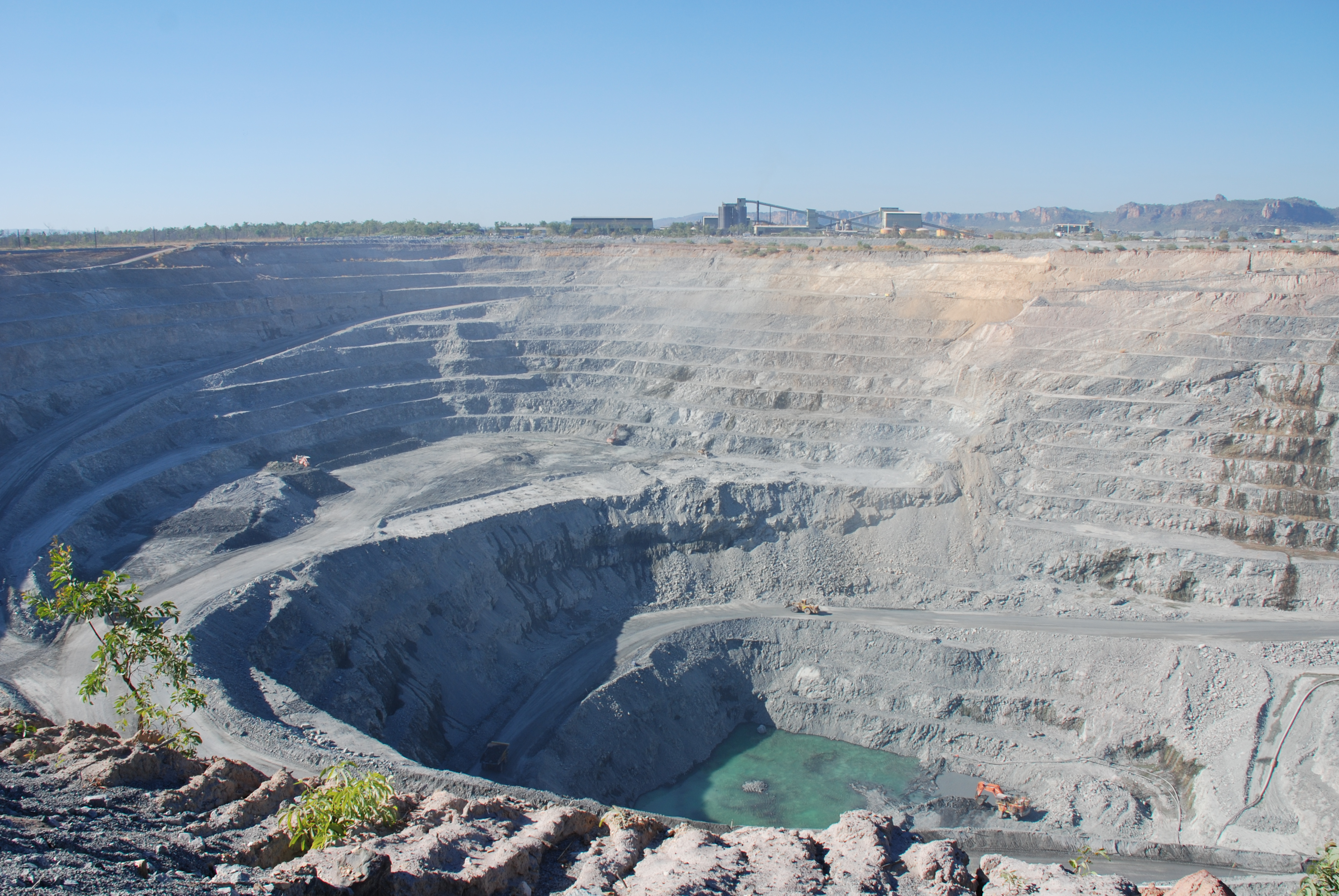
Exploatarea uraniferă de suprafață Kakadu National Park, Australia

## Mineritul uraniului
Minereul de uraniu se extrage fie din cariere la suprafață, fie din mine de adâncime. Uraniul poate fi recuperat și in-situ, prin tehnici de „spălare” a zăcământului (mai ieftine și mai puțin invazive). Se discută în prezent despre recuperarea uraniului din apa oceanică („mineritul” apei oceanice).

### Mineritul uraniului la nivel mondial

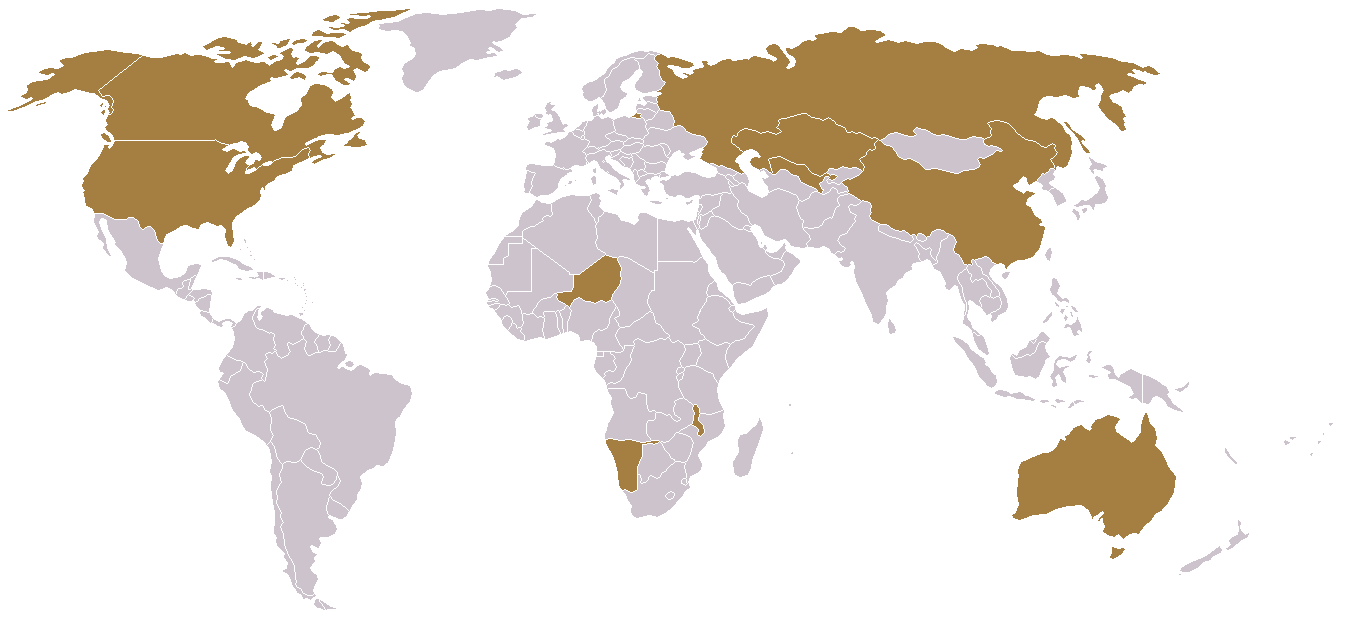
Țările care contribuie semnificativ la producția globală de uraniu

Distribuția minereurilor uranifere este relativ omogenă pe glob, cu depozite importante în Kazakhstan, Australia, Canada etc. Depozitele cele mai bogate găsite până în prezent se află în regiunea Athabasca Basin, Canada: Cigar Lake (estimat la circa 85000 t metal) și McArthur River (estimat la circa 135000 t metal). În anul 2015, producția mondială de uraniu a fost de circa 60500 de tone, cea mai mare cantitate fiind extrasă din Kazahstan. Australia este și ea un jucător important pe piața uraniului: nu numai că deține 23% din rezervele mondiale, dar pe teritoriul său există cel mai mare zăcământ din lume,  Olympic Dam. În fapt, Kazakhstan, Australia și Canada sunt responsabile cu mineritul a circa 70% din cantitatea mondială de uraniu). Alături de Nigeria, Rusia, Namibia, Uzbekistan, China, SUA și Ucraina (țări care exploatează peste 1000 t uraniu anual), aceste 10 țări sunt responsabile cu producția a 94% din cantitatea mondială de uraniu. 

### Producția de uraniu în România
În prezent România este un producător marginal, mineritul uraniului fiind monopol al Companiei Naționale a Uraniului. Cu toate acestea, în anii '50 uraniul a fost exploatat masiv (în principal la suprafață, dar și în circa 400 km galerii subterane) la Băița, Bihor. În funcție de surse, cantitatea de uraniu vehiculat a fi exploatată în perioada 1952-1960 a fost fie raportată la valoare exactă de 17288 t, fie estimată la 18000 sau 19000 t. Acesta a fost transportat (ca minereu sortat) în URSS ca parte a despăgubirilor de război pretinse în 1945. Pentru cantitatea aproximativă de 300000 t minereu expatriată în perioada respectivă se poate deduce o concentrație de uraniu de 5-6% în minereul sortat.

## Prelucrare
În cazul mineritului tradițional, metodele de prelucrare/ concentrare diferă, în funcție de tipul zăcământului și de conținutul de uraniu. Cel mai frecvent, aceste concentrate de uraniu sunt obținute prin procedee tipice de minerit, urmate de concentrare fizico-chimică în uraniu. Minereul uranifer este mai întâi sortat, sfărâmat și măcinat, pentru a putea fi ulterior solubilizat. În continuare, uraniul este precipitat (cu acizi, baze sau peroxid de hidrogen) și uscat, conținutul acestuia în concentrate ajungând până la 60–80 %. Prin aplicarea tehnologiilor moderne se obțin concentrate de culoare maronie sau chiar neagră; denumirea de „yellowcake” a acestor concentrate – provenită din epoca de început a prelucrării uraniului – s-a păstrat însă. În 1970, Biroul Minelor al Statelor Unite ale Americii se referea la aceste concentrate ca fiind precipitate finale ale procesului industrial de formare de săruri de uraniu. Compoziția concentratelor variază însă în limite largi, depinzând de tipul zăcământului, metoda și condițiile de extracție considerate. Printre compușii identificați în aceste concentrate se numără hidroxidul de uranil, sulfatul de uranil, diuranatul de sodiu/ amoniu și peroxidul de uranil, alături de alți oxizi ai uraniului.

## Toxicitate

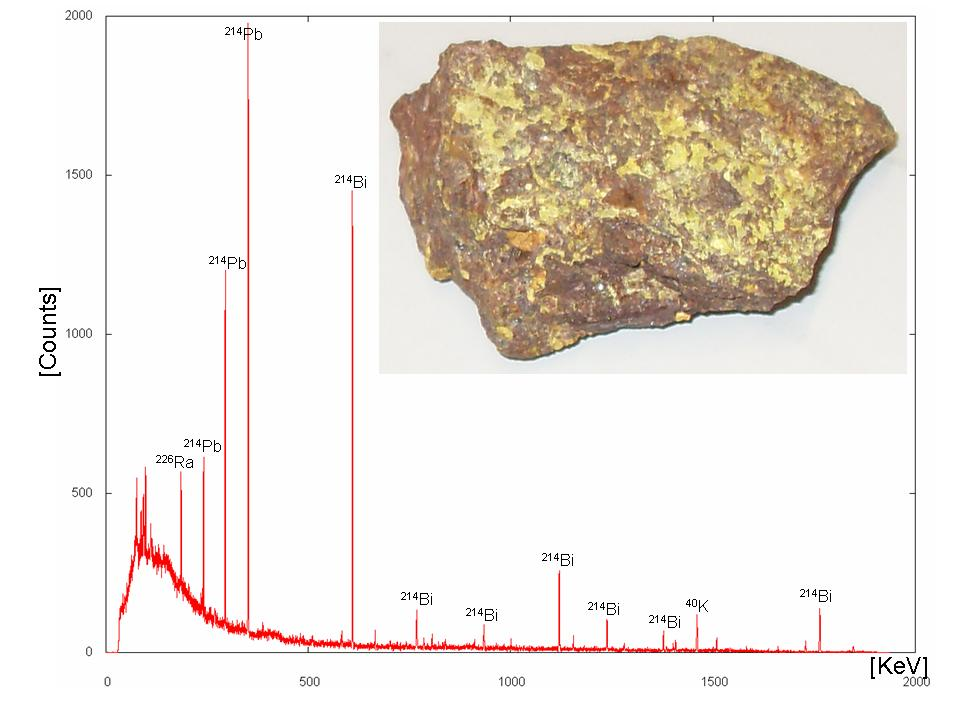
Spectrul gamma al unui specimen de minereu uranifer, indicând prezența unor produși de dezintegrare ai ^{238}U: ^{226}Ra, ^{214}Pb, ^{214}Bi.

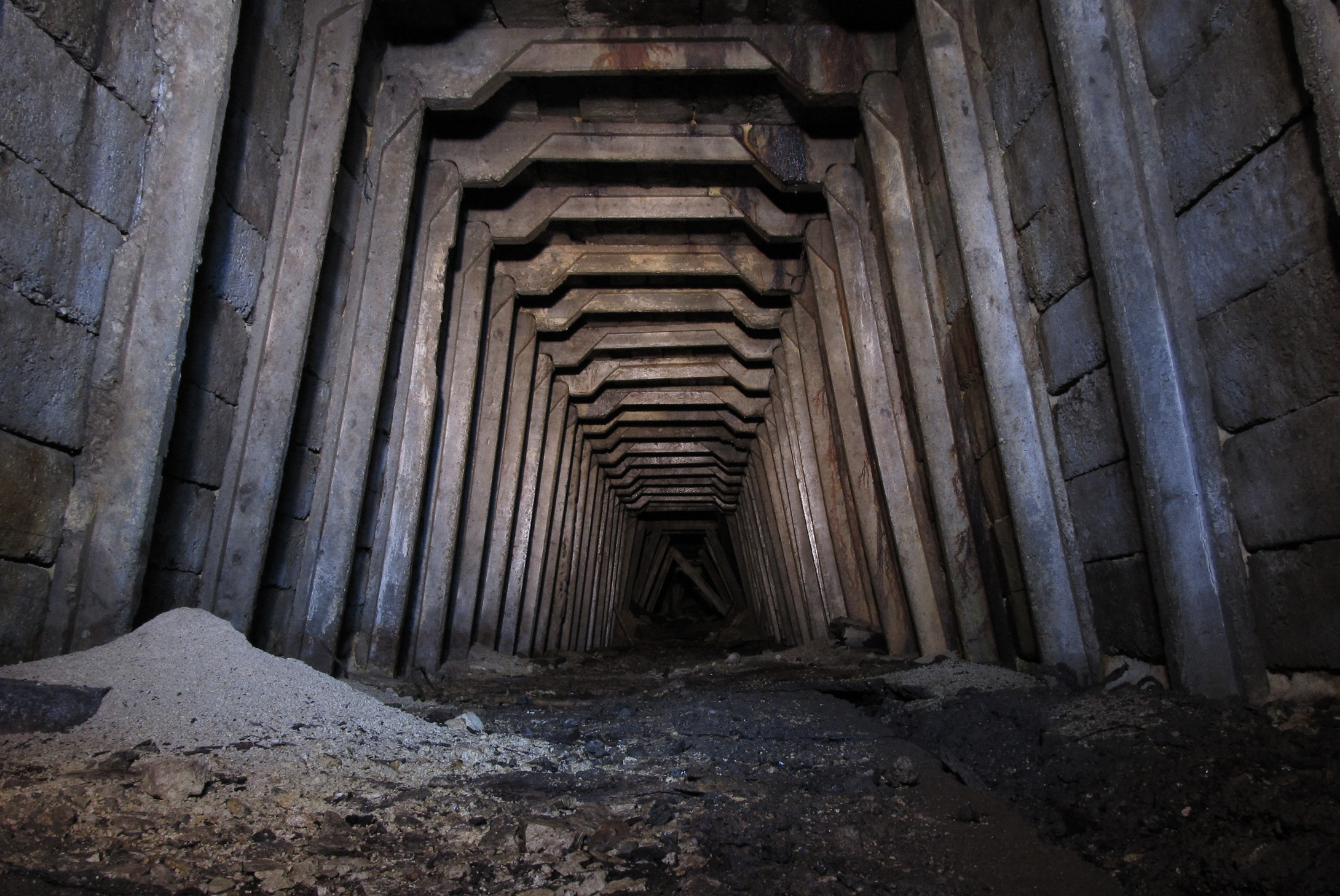
Tunel dintr-o exploatare de uraniu de adâncime

O primă problemă a mineritului de uraniu este iradierea externă γ, rezultat al expunerii la produșii de dezintegrare solizi de viață scurtă ai uraniului. 
În cazul mineritului de adâncime apare problema inhalării radonului de către lucrători (expunere internă). Acesta este un gaz incolor și inodor, produs de descompunerea radiului, care – la rândul său – este un produs de dezintegrare al uraniului. Produșii de dezintegrare radioactivi ionizează materialul genetic, provocând mutații care uneori pot deveni canceroase. Riscul crește cu 8–16 % la fiecare creștere de 100 Bq/m³ a concentrației de radon. Expunerea internă poate fi redusă printr-o „expoatare umedă” și o ventilare corectă a punctului de lucru.